# Final de Mestres del Grand Slam

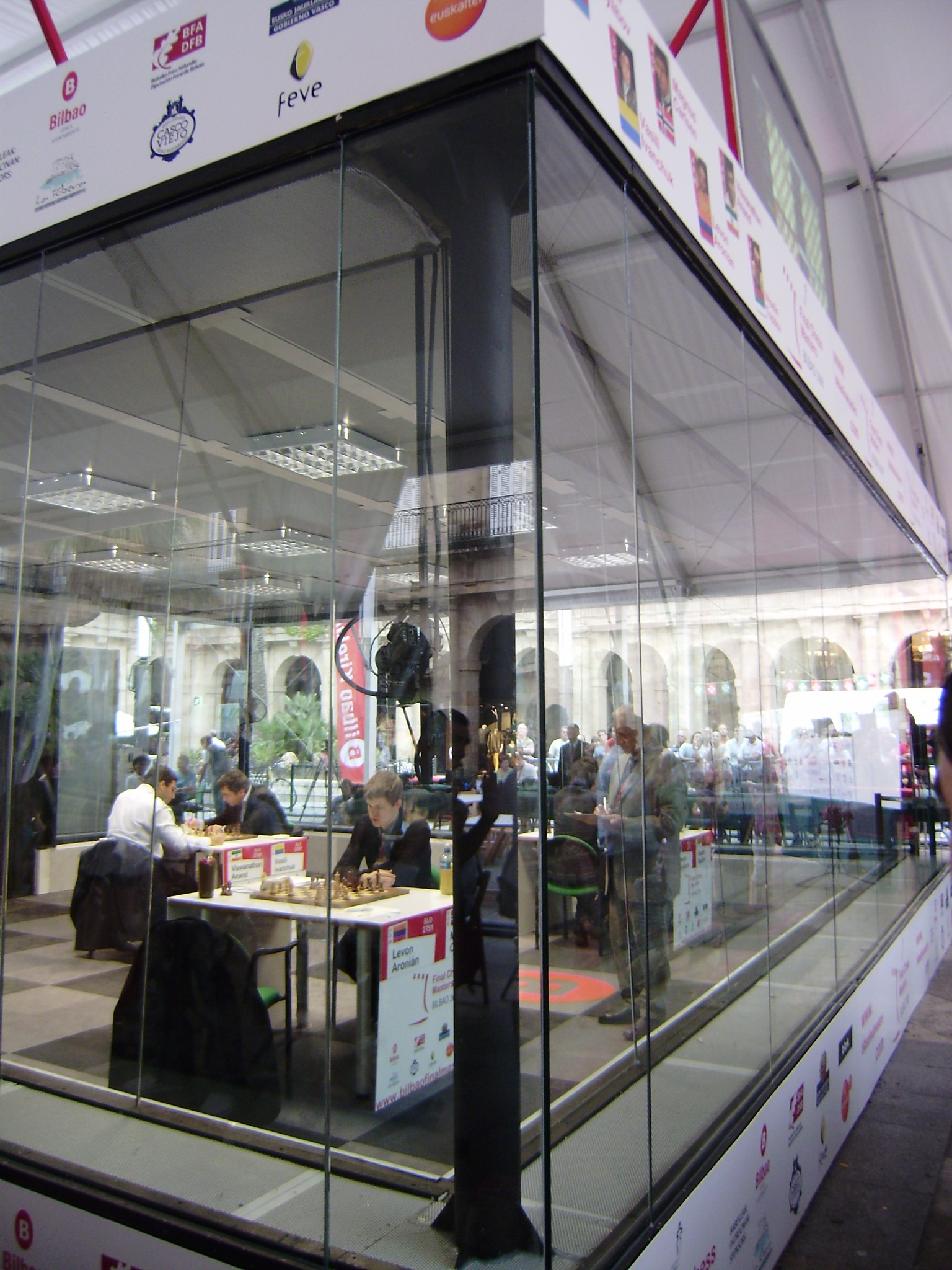
Bilbao Chess Masters Final 2008. La caixa de vidre instal·lada a la Plaza Barria, Bilbao

La Final de Mestres del Grand Slam, oficialment i en anglès Bilbao Chess Masters Final (o també Grand Slam Chess Final) és un dels més importants torneigs d'escacs a nivell mundial, mercès als jugadors que hi participen i als premis que dona. Es tracta d'un torneig a doble volta on hi participen normalment els guanyadors dels torneigs del Grand Slam que formen part de la Grand Slam Chess Association, i que són: 
- Torneig Pearl Spring, celebrat a l'octubre a Nanjing, Xina
- Torneig Tata Steel (anteriorment Torneig Corus), normalment es juga el gener a la petita localitat de Wijk aan Zee, Holanda del Nord, Països Baixos.
- Torneig Bazna Kings, celebrat el juny a Romania.
- Torneig de Linares normalment celebrat el febrer, tot i que el 2011 fou cancel·lat a causa de la manca de suport financer.
- Torneig MTel Masters celebrat a Sofia, Bulgaria el mes de maig, tot i que tampoc no es va celebrar el 2011.

## Format
El torneig és a doble volta amb entre quatre i sis jugadors. Les normes del torneig fan servir les regles de Sofia i el sistema de puntuació del futbol (3-1-0).

## Seu
Una de les seus del torneig ha estat sempre la ciutat de Bilbao. El 2011 s'hi va afegur una segona seu a Sao Paulo, amb una de les voltes a cada lloc.

## Història
La primera edició del Grand Slam es va celebrar el 2008. El lloc de joc animà molta gent a seguir les partides en viu i en directe, ja que es va construir una enorme caixa de vidre insonoritzada i amb aire condicionat, especialment pel torneig, i es va situar a la Plaza Barria. La caixa fou usada novament el 2009. Els guanyadors d'aquest prestigiós esdeveniment foren Vesselín Topàlov, Levon Aronian i Vladímir Kràmnik.

## Torneigs

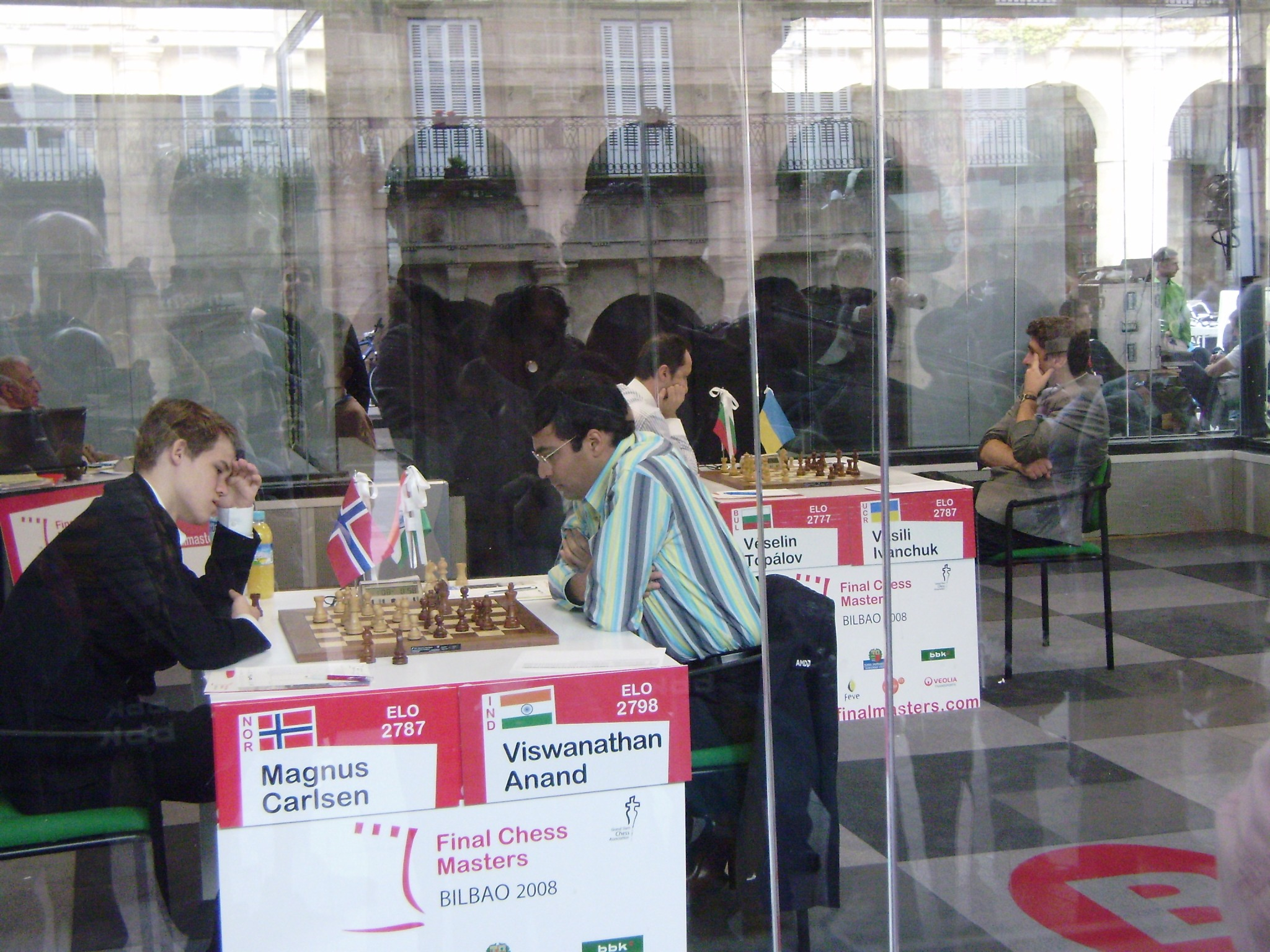
Carlsen jugant contra Anand, Bilbao 2008

### Primera final del Grand Slam Masters (2008)
El torneig de 2008 el jugaren sis jugadors Vishy Anand, Magnus Carlsen, Vassil Ivantxuk, Vesselín Topàlov, Teimur Radjàbov i Levon Aronian. Topàlov dominà el torneig i finalment el guanyà amb 17 punts (sistema de puntuació del futbol). Anand acabà últim, segurament degut al fet que el matx pel Campionat del món de 2008 entre ell i Vladímir Kràmnik seria només un parell de mesos més tard, i probablement no voldria revelar les seves cartes.
|   | Participants            | Rating | 1   | 2   | 3   | 4   | 5   | 6   | Punts |
| - | ----------------------- | ------ | --- | --- | --- | --- | --- | --- | ----- |
| 1 | Vesselín Topàlov (BUL)  | 2777   | * * | 1 1 | ½ 0 | ½ 1 | ½ ½ | 1 ½ | 17    |
| 2 | Magnus Carlsen (NOR)    | 2775   | 0 0 | * * | 1 1 | ½ 0 | 1 ½ | ½ ½ | 13    |
| 3 | Levon Aronian (ARM)     | 2737   | ½ 1 | 0 0 | * * | 1 ½ | ½ 0 | ½ 1 | 13    |
| 4 | Vassil Ivantxuk (UKR)   | 2781   | ½ 0 | ½ 1 | 0 ½ | * * | ½ 1 | ½ ½ | 12    |
| 5 | Teimur Radjàbov (AZE)   | 2744   | ½ ½ | 0 ½ | ½ 1 | ½ 0 | * * | ½ ½ | 10    |
| 6 | Viswanathan Anand (IND) | 2798   | 0 ½ | ½ ½ | ½ 0 | ½ ½ | ½ ½ | * * | 8     |

### Segona final del Grand Slam Masters (2009)
La segona edició del torneig consistí en una competició a quatre jugadors -- Serguei Kariakin, guanyador de l'edició de 2009 del Torneig Corus, Aleksandr Grisxuk, guanyador del Torneig Ciudad de Linares, Aleksei Xírov, guanyador de l'M-Tel Masters, i Levon Aronian, segon classificat del Torneig Pearl Spring, ja que el guanyador Vesselín Topàlov refusà la invitació per jugar la Final. Levon Aronian finalitzà com a clar guanyador, ja una ronda abans del final.
|   | Participants            | Rating | 1   | 2   | 3   | 4   | Punts |
| - | ----------------------- | ------ | --- | --- | --- | --- | ----- |
| 1 | Levon Aronian (ARM)     | 2773   | * * | 0 1 | 1 ½ | 1 1 | 13    |
| 2 | Aleksandr Grisxuk (RUS) | 2733   | 1 0 | * * | 0 ½ | 1 ½ | 8     |
| 3 | Serguei Kariakin (RUS)  | 2722   | 0 ½ | 1 ½ | * * | ½ ½ | 7     |
| 4 | Aleksei Xírov (ESP)     | 2730   | 0 0 | 0 ½ | ½ ½ | * * | 3     |

### Tercera final del Grand Slam Masters (2010)
La tercera edició fou novament amb quatre jugadors, i va tenir lloc a l'Almodí de Bilbao. Fou un torneig de Categoria XXII, el torneig de més categoria de la història. Dos jugadors estaven directament classificats per la final; eren Vishy Anand, el Campió del món, i Magnus Carlsen el guanyador dels torneigs Bazna Kings, Corus i també del Pearl Spring. Pels altres dos llocs es va celebrar un torneig classificatori a Xangai, Xina entre Vladímir Kràmnik, Levon Aronian, Aleksei Xírov i Wang Hao. Aleksei Xírov i Vladímir Kràmnik (guanyant en Levon Aronian als desempats) es classificaren per la final. Vladímir Kràmnik va acabar guanyant també la final del masters.
|   | Participants            | Rating | 1   | 2   | 3   | 4   | Punts |
| - | ----------------------- | ------ | --- | --- | --- | --- | ----- |
| 1 | Vladímir Kràmnik (RUS)  | 2780   | * * | ½ ½ | 1 ½ | 1 ½ | 10    |
| 2 | Viswanathan Anand (IND) | 2800   | ½ ½ | * * | 1 ½ | ½ ½ | 8     |
| 3 | Magnus Carlsen (NOR)    | 2826   | 0 ½ | 0 ½ | * * | ½ 1 | 6     |
| 4 | Aleksei Xírov (ESP)     | 2749   | 0 ½ | ½ ½ | ½ 0 | * * | 4     |
|   | Participant            | Rating | B1 | B2 | A | Punts |
| - | ---------------------- | ------ | -- | -- | - | ----- |
| 1 | Vladímir Kràmnik (RUS) | 2780   | 1  | 0  | 1 | 2     |
| 2 | Levon Aronian (ARM)    | 2783   | 0  | 1  | 0 | 1     |
|   | Participant            | Rating | 1   | 2   | 3   | 4   | Punts |
| - | ---------------------- | ------ | --- | --- | --- | --- | ----- |
| 1 | Aleksei Xírov (ESP)    | 2749   | * * | ½ 1 | ½ ½ | 1 1 | 12    |
| 2 | Vladímir Kràmnik (RUS) | 2780   | ½ 0 | * * | ½ 1 | ½ ½ | 7     |
| 3 | Levon Aronian (ARM)    | 2783   | ½ ½ | ½ 0 | * * | 1 ½ | 7     |
| 4 | Wang Hao (CHN)         | 2724   | 0 0 | ½ ½ | 0 ½ | * * | 3     |

### Quarta final del Grand Slam Masters (2011)
En contrast amb les Grand Slam Masters Finals dels darrers anys, els organitzadors decidiren de tornar a un torneig a doble volta de sis jugadors, sense cap torneig especial de classificació. La primera meitat del torneig es jugà a São Paulo entre el 25 de setembre i l'1 d'octubre, i la segona meitat a Bilbao entre el 5 d'octubre i l'11 d'octubre.
Els jugadors convidats a la Grand Slam Masters Final 2011 foren el Campió del món Vishy Anand, el segon al Torneig Pearl Spring i al Tata Steel; Magnus Carlsen, el guanyador del Torneig Bazna Kings i el Torneig Pearl Spring; Hikaru Nakamura, el guanyador del Tata Steel; i Levon Aronian, el número 3 mundial. Els altres jugadors ja classificats d'antuvi —Vladímir Kràmnik, el guanyador de l'edició de 2010, i Serguei Kariakin, segon al Torneig Bazna Kings— varen declinar de jugar, i foren substituïts per Vassil Ivantxuk i Francisco Vallejo Pons.
|   | Participant                  | Rating | 1   | 2   | 3   | 4   | 5   | 6   | Punts | TB    | Perf. | +/- |
| - | ---------------------------- | ------ | --- | --- | --- | --- | --- | --- | ----- | ----- | ----- | --- |
| 1 | Magnus Carlsen (NOR)         | 2823   | * * | 1 1 | ½ ½ | ½ ½ | ½ ½ | 0 1 | 15    | 76.00 | 2842  | + 3 |
| 2 | Vassil Ivantxuk (UKR)        | 2785   | 0 0 | * * | ½ 1 | 1 ½ | 1 ½ | 1 0 | 15    | 64.00 | 2819  | + 8 |
| 3 | Hikaru Nakamura (USA)        | 2753   | ½ ½ | ½ 0 | * * | ½ 1 | ½ ½ | 1 0 | 12    | 62.50 | 2785  | + 5 |
| 4 | Levon Aronian (ARM)          | 2809   | ½ ½ | 0 ½ | ½ 0 | * * | ½ 1 | 1 ½ | 12    | 61.50 | 2775  | - 5 |
| 5 | Viswanathan Anand (IND)      | 2817   | ½ ½ | 0 ½ | ½ ½ | ½ 0 | * * | 1 1 | 12    | 60.50 | 2773  | - 6 |
| 6 | Francisco Vallejo Pons (BAL) | 2716   | 1 0 | 0 1 | 0 1 | 0 ½ | 0 0 | * * | 10    |       | 2686  | - 4 |
Tie Break
 Magnus Carlsen (NOR) ½ - ½  Vassil Ivantxuk (UKR)
 Vassil Ivantxuk (UKR) 0 - 1  Magnus Carlsen (NOR)

### Cinquena final del Grand Slam Masters (2012)
El torneig es jugà en format round robin a doble ronda. La primera meitat es jugà a São Paulo entre el 24 i el 29 de setembre, i la segona a Bilbao entre el 8 i el 13 d'octubre.
|   | Participant                  | Rating | 1   | 2   | 3   | 4   | 5   | 6   | Punts |
| - | ---------------------------- | ------ | --- | --- | --- | --- | --- | --- | ----- |
| 1 | Magnus Carlsen (NOR)         | 2843   | * * | 0 3 | 1 1 | 1 1 | 1 3 | 3 3 | 17    |
| 2 | Fabiano Caruana (ITA)        | 2773   | 3 0 | * * | 1 3 | 3 1 | 1 1 | 3 1 | 17    |
| 3 | Levon Aronian (ARM)          | 2816   | 1 1 | 1 0 | * * | 3 1 | 1 1 | 1 1 | 11    |
| 4 | Serguei Kariakin (RUS)       | 2778   | 1 1 | 0 1 | 0 1 | * * | 1 1 | 1 3 | 10    |
| 5 | Viswanathan Anand (IND)      | 2780   | 1 0 | 1 1 | 1 1 | 1 1 | * * | 1 1 | 9     |
| 6 | Francisco Vallejo Pons (BAL) | 2697   | 0 0 | 0 1 | 1 1 | 1 0 | 1 1 | * * | 6     |
Tie Break
 Fabiano Caruana (ITA) (2718) 0 - 1  Magnus Carlsen (NOR) (2856)
 Magnus Carlsen (NOR) (2856) 1 - 0  Fabiano Caruana (ITA) (2718)

### Sisena final del Grand Slam Masters (2013)
La sisena final del Grand Slam es va celebrar entre els dies 7–12 d'octubre a Bilbao en format round robin a doble volta, entre quatre jugadors.
|   | Participant                  | Rating | 1   | 2   | 3   | 4   | Punts |
| - | ---------------------------- | ------ | --- | --- | --- | --- | ----- |
| 1 | Levon Aronian (ARM)          | 2795   | * * | ½ 1 | ½ ½ | ½ 1 | 10    |
| 2 | Michael Adams (ENG)          | 2753   | ½ 0 | * * | ½ ½ | 1 1 | 9     |
| 3 | Xakhriar Mamediàrov (AZE)    | 2742   | ½ ½ | ½ ½ | * * | 0 ½ | 5     |
| 4 | Maxime Vachier-Lagrave (FRA) | 2759   | ½ 0 | 0 0 | 1 ½ | * * | 5     |

### Setena final del Grand Slam Masters (2014)
La setena final del Gran Slam va tenir lloc a Bilbao entre els dies 14 i 20 de setembre del 2014. Viswanathan Anand, Levon Aronian, Ruslan Ponomariov i Paco Vallejo foren els quatre participants en torneig de tots contra tots de 6 rondes.
|   | Participant       | Rating | 1   | 2   | 3   | 4   | Punts |
| - | ----------------- | ------ | --- | --- | --- | --- | ----- |
| 1 | Viswanathan Anand | 2785   | * * | ½ 0 | 1 ½ | 1 1 | 11    |
| 2 | Levon Aronian     | 2804   | ½ 1 | * * | 1 ½ | ½ ½ | 10    |
| 3 | Ruslan Ponomariov | 2717   | 0 ½ | 0 ½ | * * | 1 0 | 5     |
| 4 | Paco Vallejo      | 2712   | 0 0 | ½ ½ | 0 1 | * * | 5     |